# بطولة أستراليا المفتوحة 1996 - الزوجي المختلط
في بطولة أستراليا المفتوحة 1996 - الزوجي المختلط فاز كل من لاريسا نيلاند ومارك وودفورد على نيكول أرندت ولوك ينسن في المباراة النهائية بنتيجة 4–6، 7–5، 6–0.

## التوزيع
1. لاريسا نيلاند /  مارك وودفورد (البطولة)
2. جيجي فرنانديز /  سيريل سوك (الجولة الثانية)
3. لا يوجد
4. ليزا ريموند /  مارك نولز (نصف النهائي)
5. ريناي ستابس /  ريك ليتش (الجولة الأولى)
6. أرانتشا سانتشيث فيكاريو /  إميليو سانشيز (الجولة الأولى)
7. ماري جو فرنانديز /  أليكس أوبراين (الجولة الثانية)
8. كريستي بوجيرت /  أندريه أولهوفسكي (الجولة الأولى)

## المباريات

### مفتاح
- Q = متأهل Qualifier
- WC = وايلد كارد Wild Card
- LL = خاسر محظوظ Lucky Loser
- Alt = بديل Alternate
- SE = Special Exempt
- PR = تصنيف محمي Protected Ranking
- w/o = فوز سهل Walkover
- r = انسحاب Retired
- d = Defaulted
- SR = Special ranking
- ITF = ITF entry
- JE = Junior exempt

### النهائي
| النهائي |                            |   |   |   |
|         |                            |   |   |   |
|         |                            |   |   |   |
| 1       | لاريسا نيلاند مارك وودفورد | 4 | 7 | 6 |
|         | نيكول أرندت لوك ينسن       | 6 | 5 | 0 |